# Inigo Campioni
Pour les articles homonymes, voir Campioni.
Inigo Campioni (Viareggio, Province de Lucques, 14 novembre 1878 – Parme, 24 mai 1944) est un officier de la marine italienne au cours de la première moitié du XXe siècle. Il sert dans les quatre guerres et est connu pour être un amiral de la Marine royale italienne (Regia Marina) au cours de la Seconde Guerre mondiale.

## Biographie

### Naissance et début de carrière
Inigo Campioni est né à Viareggio, en province de Lucques (Toscane), en Italie, le 14 novembre 1878. Son service dans la marine a commencé lorsqu'il entra à l'Académie navale italienne à Livourne en 1893. Il est diplômé en 1896 et a été promu aspirant à l'enseigne de vaisseau en 1898, puis lieutenant en 1905.
Campioni a participé à la guerre italo-turque de 1911-1912, en tant qu'officier à bord du croiseur cuirassé Amalfi.

### Première Guerre mondiale
Au cours de la Première Guerre mondiale, Campioni a servi à bord des cuirassés Conte di Cavour et Andrea Doria. 
Il est promu capitaine de corvette en 1916 et devient commandant du destroyer Ardito, qui, sous son commandement, escorte des nombreux convois et servit avec distinction dans le nord de la mer Adriatique lors d'un combat naval en septembre 1917 qui valut à Campioni la médaille de Bronze à la valeur militaire. 
En décembre 1918, juste après la fin des opérations militaires, il reçoit la Croix du mérite de guerre.

### Entre-deux-guerres
Après la Première Guerre mondiale, Campioni est promu capitano di fregata en 1919 et capitaine-lieutenant en 1926. 
Il mène des programmes de conception navale au laboratoire d'armes à La Spezia et devient attaché naval en France, à Paris. 
En 1929 il prend le commandement du cuirassé Caio Duilio. Après avoir quitté le Caio Duilio, il devient chef d'état-major de la première flotte, embarqué sur le croiseur lourd le Trieste et de mai 1930 à mai 1931, il a servi aussi servi comme commandant du croiseur Trento.
En 1932, campioni est promu au grade de contrammiraglio et en 1934 à celui d'ammiraglio di divisione. 
Il a servi comme secrétaire du chef de la marine pendant la seconde guerre italo-éthiopienne (1935-1936).
Campioni a été promu à ammiraglio di squadra en 1936 et en 1938 il a assumé le poste de chef d'état-major adjoint de la marine. 
Tenu en haute estime, et figurant parmi les personnages les plus prometteurs dans la Regia Marina, il devient commandant de la 1re escadre navale italienne, la plus importante, embarquée en 1939 sur le navire amiral, le cuirassé Giulio Cesare. 
La même année, il devient sénateur du royaume d'Italie.

### Seconde Guerre mondiale

#### Campagne méditerranéenne
Après l'entrée en guerre de l'Italie le 10 juin 1940, Campioni a commandé la Marine militaire italienne pendant les premiers mois de la campagne navale méditerranéenne contre les Britanniques : bataille de Calabre, bataille de Tarente, opération White et bataille du cap Teulada. Fortement critiqué pour ne pas avoir su intercepter deux convois britanniques et utilisant trop prudemment sa force supérieure en nombre au cours de la dernière bataille, il fut relevé de son commandement dès le 8 décembre 1940 pour être remplacé par Angelo Iachino. Il retourne au poste de chef d'état-major adjoint de la marine et devient cependant commandeur de l'ordre militaire de Savoie, pour ses faits d'armes entre juin 1940 et juillet 1941.
Le 15 juillet 1941, Campioni fut nommé gouverneur des îles du Dodécanèse italien, nommé commandant des forces armées de l'Axe opérant dans cette zone. 
En novembre 1941, l'âge de la retraite atteint, transféré à la marine auxiliaire, il est resté néanmoins en service actif comme gouverneur et commandant de la mer Égée.

#### Campagne du Dodécanèse
Inigo Campioni avait son quartier général sur l'île de Rhodes. Quand l'armistice entre l'Italie et les alliés a été annoncé le 8 septembre 1943, il a refusé de collaborer avec les puissances de l'Axe. 
Le 11 septembre 1943, la garnison italienne de Rhodes se rend aux forces allemandes qui capturent Campioni.

#### Emprisonnement et exécution
Les Allemands ont interné Inigo Campioni dans un camp de prisonniers de guerre à Schokken (maintenant Skoki) en Pologne.
En janvier 1944, il est transféré en Italie. Le gouvernement de la République sociale italienne l'emprisonne alors à Vérone.
Inigo Campioni a refusé les offres répétées de collaboration avec la République sociale, refusant de s'associer à un gouvernement qu'il considère alors comme illégal. Un tribunal militaire de Parme le juge alors coupable de haute trahison et le condamne à mort. 
Le gouvernement républicain lui offre l'amnistie en échange de son allégeance au gouvernement fasciste ; ayant refusé, il est exécuté par un peloton composé de jeunes âgés de 17 et 18 ans à Parme en même temps que  Luigi Mascherpa le 24 mai 1944.
La République italienne lui a décerné à titre posthume la médaille d'or de la valeur militaire en novembre 1947.

## Décorations
- Grand Officier de l'Ordre des Saints-Maurice-et-Lazare
 - Grand Officier de l'Ordre de la Couronne d'Italie
 - Commandeur de l'Ordre militaire de Savoie

-- 12 janvier 1942
 - Médaille d'or de la valeur militaire

-- "Gouverneur et commandant des forces armées des îles italiennes de la mer Égée, il s'est retrouvé, dans la période cruciale de l'armistice, à la tête d'un des échiquiers les plus difficiles, lointains et vulnérables. Tombé aux mains de l'ennemi après l'occupation du quartier général de son commandement, il a refusé à plusieurs reprises de collaborer avec l'ennemi ou de rejoindre un gouvernement illégal. Jugé et condamné par un tribunal extraordinaire pour avoir exécuté les ordres reçus des autorités légitimes et pour avoir respecté son serment de soldat, il conserve une attitude fière et ferme, refusant de signer la demande de pardon et d'apporter un soutien même formel à la République sociale italienne, jusqu'au sacrifice suprême de sa vie. Il est tombé, commandant lui-même le peloton d'exécution, après avoir déclaré que "l'on doit être capable d'offrir sa vie pour son pays à tout moment, car il n'y a rien de plus élevé et de plus sacré que la patrie". Égée du Nord-Italie, 1941 - 1944."

-- Novembre 1947
 - Croix de guerre de la valeur militaire
 - Croix du Mérite de la guerre (2 contributions)
 - Médaille de la Mauricie pour dix années de carrière militaire
 - Croix d'or avec couronne royale de la Croix militaire pour le service (40 années)
 - Médaille commémorative de la guerre italo-turque 1911-1912
 - Médaille commémorative de la guerre italo-autrichienne 1915-1918 (4 années de campagne)
 - Médaille commémorative de l'Unité italienne
 - Médaille italienne de la Victoire interalliée